# رتق
الرتق أو الانسداد الخلقي أو اللا تثقب أو الانسطام أو الانسداد الأنبوبي الخلقي هو حالة تكون فيها فتحة أو ممر في الجسم مغلقة أو مفقودة (عادة على نحو غير طبيعي وغير سوي).
من الأمثلة على الانسداد الخلقي:
- رتق القناة الصفراوية[4] (بالإنجليزية:  Biliary atresia)‏ حالة في حديثي الولادة، حيث تُغلق القناة الصفراوية المشتركة بين الكبد والأمعاء الدقيقة، أو قد تغيب القناة.[4]
- رتق قمع الأنف[5] (بالإنجليزية: Choanal atresia)‏ حالة انسداد في الجزء الخلفي من ممر الأنف، عادةً يكون الانسداد بعظم شاذ أو نسيج رخو.[5]
- رتق المريء[6] (بالإنجليزية: Esophageal atresia)‏ حالة تؤثر على الجهاز الهضميّ، وتُسبِّب انتهاء المريء قبل اتصاله الطبيعيّ بالمعدة.[6]
- رتق الشرج[7] (الإنجليزيّة: Imperforate anus) حالة سوء تشكُّل في الفتحة بين المُستقيم والشرج.[7]
- رتق معوي[8] (بالإنجليزية:  Intestinal atresia)‏ حالة سوء تشكُّل في الأمعاء، تنتج عادةً عن حادثة وعائيّة في الرحم (في الفترة الجنينية التي يقضيها الجنين داخل الرحم، وليس في نسيج الرحم عند الأنثى).[8]
- صغر صيوان الأذن[9] (بالإنجليزية:  Microtia)‏ حالة غياب قناة الأذن أو فشل تنبُّب القناة أو فشل تشكُّلها بالكامل[9](يمكن أن تكون مرتبطة بحالة تشوُّه بالأذن الخارجيّة).
- رتق الحويصلة المبيضية.[10] أو رتق الجريب المبيضيّ (بالإنجليزية:  Ovarian follicle atresia)‏ حالة عدم تشكُّل وارتجاع لاحق لجريب مبيضيّ واحد غير بالغ أو أكثر.[10]
- متوالية بوتر (الإنجليزيّة: Potter sequence) حالة انخفاض خلقيّ في قياس الكلية يؤدِّي إلى عدم وظفيفية بالمطلق للكلية، عادةً ترتبط هذه الحالة بكلية واحدة.
- رتق رئوي[11] (بالإنجليزية: Pulmonary atresia)‏ حالة سوء تشكّل في الصمام الرئوي، حيث يفشل تطوُّر فوهة الصمّام.[11]
- غياب الكلية الخلقي
- رتق الصمام ثلاثي الشرفات[12] (بالإنجليزية:  Tricuspid atresia)‏ أحد أمراض القلب الخلقيّة التي يغيب فيها الصمَّام ثلاثي الشُّرفات بشكل كامل، مما يؤدي إلى غياب الاتصال الأُذيني البطينيّ الأيمن.[12]
- رتق المهبل أو الرتق المهبليّ (بالإنجليزية: Vaginal atresia)‏ انسداد خلقيّ في المهبل أو التصاق لاحق لجدران المهبل مما يؤدي لانسداده.